# Chinnagottigallu
Chinnagottigallu là một mandal thuộc huyện Chittoor, bang Andhra Pradesh.